# 哈贝什省
哈贝什省（阿拉伯语：إيالة الحبشة，羅馬化：Eyālet-i Ḥabeş），奥斯曼帝国的一个省份（埃亚莱特）。

## 地名语源
该省的名称“哈贝什”（Ḥabeş）源自阿拉伯语对埃塞俄比亚的称谓“Ḥabašah”，而这个阿拉伯语地名源自當地人的自稱“Ḥbštm”和“Ḥbśt”（Ḥabashat）。
因其地跨红海两岸，一些资料中也将其称为“吉达和哈贝什省”或“哈贝什和汉志”。

## 历史
1517年，统治着埃及、巴勒斯坦和叙利亚地区的马穆鲁克苏丹国被奥斯曼帝国占领。原属马穆鲁克苏丹国的吉达被奥斯曼帝国扩建以抵御葡萄牙人的入侵。随着奥斯曼帝国将边界扩展到红海沿岸的其他地区，16世纪抵达的奥斯曼土耳其人取代苏丹和阿拉伯半岛的穆斯林统治者成为非洲红海沿岸的主导者。1557年，奧茲迪米爾帕夏占领萨瓦金和马萨瓦港口，建立哈贝什省。通过不断征服厄立特里亚内陆，1560年代设立伊布林桑贾克。1571年，哈贝什总督击破了丰吉苏丹国军队对萨瓦金的包围。哈贝什总督驻马萨瓦岛，控制着马萨瓦的贸易和税收，萨瓦金则有海关官员管理。1578年，该省停止扩张，奥斯曼人撤离了大部分的高地。哈贝什总督移驻驻萨瓦金，将马萨瓦及其腹地交给由贝卢人贵族担任的“马萨瓦奈布”管理。在随后的几个世纪，奥斯曼政府基本没有进一步干预当地，维持着间接统治的体系。尽管如此，奥斯曼人还是将马萨瓦岛上的马萨瓦老城修建为红海的一个重要港口。
16世纪末，哈贝什总督驻地到经济上更重要的吉达，吉达位于红海对岸的阿拉伯半岛，尽管18世纪时曾短暂迁至麦地那，但直到19世纪初的绝大多数时间都设在吉达。1517年，占据汉志的奥斯曼帝国在吉达建立了属于埃及贝勒贝伊利克的吉达桑贾克。随着吉达发展为红海沿岸的重要港口，其与对面非洲海岸的哈贝什合并，且哈贝什总督的驻地迁至吉达，但仍在萨瓦金和马萨瓦设有海关官员。最晚至1701年，萨瓦金和马萨瓦已经被置于吉达的统治之下。
由于距首都较远，奥斯曼帝国对吉达的控制能力极弱，仅拥名义上的权利，总督的任命并不受奥斯曼帝国重视，出任哈贝什总督被认为无异于流放。1803年，瓦哈比叛军接管汉志的大部分地区，哈贝什总督与麦加谢里夫相比变得无足轻重，甚至被授予从未试图获得该总督职位的个人。
1813年，埃及总督穆罕默德·阿里帕夏打响奥斯曼－沙特战争，并接手了对哈贝什的管理，其子艾哈迈德·图顺帕夏被任命为哈贝什总督，从而获得了对萨瓦金和马萨瓦港口的控制权。1827年，哈贝什重归奥斯曼帝国的统治。但在1846年，马萨瓦和萨瓦金再次被授予埃及赫迪夫穆罕默德·阿里，直到他于1849年去世。
1866年，吉达作为一个独立实体被并入麦加谢里夫领，非洲部分则在1869年后的一系列改制后并入埃及。1871年，哈贝什帕夏被正式撤销，吉达的长官被降格为穆塔萨勒夫。吉达穆塔萨勒夫领仅存在了一年后重新升级，成为行政中心设在麦加的汉志州。

## 行政区划
哈贝什省曾下辖伊布林、萨瓦金、哈吉戈、马萨瓦、塞拉、吉达等桑贾克。1831年时，下辖麦加、麦地那、吉达、延布（Yenbuğ）、塔伊夫、尼罗等里瓦。1849年前还曾设有也门桑贾克，后析置也门省。1860年代，下辖内志、麦加、吉达、麦地那等桑贾克。

## 地图

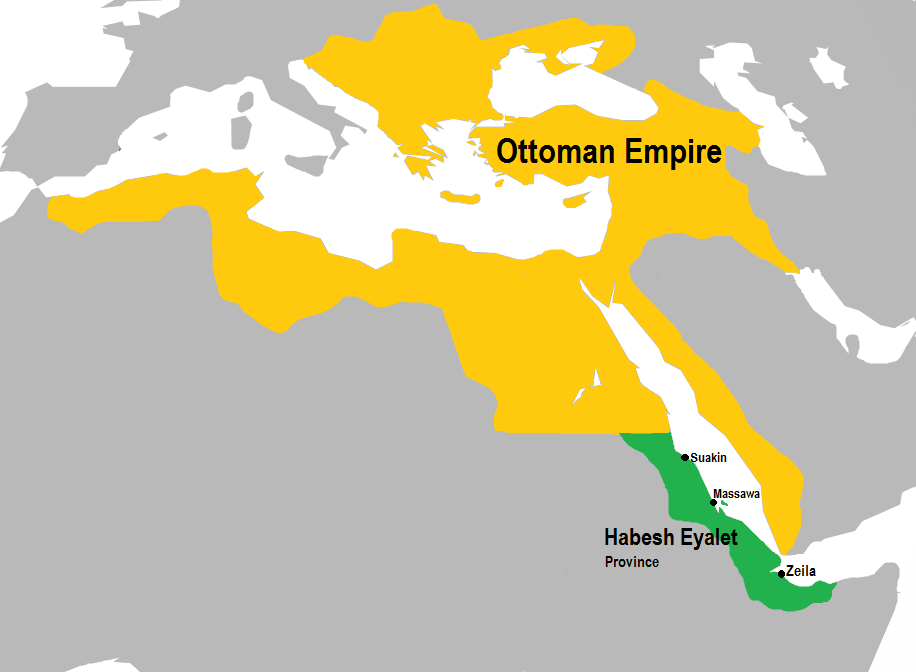
仅控制非洲部分的哈贝什省地图
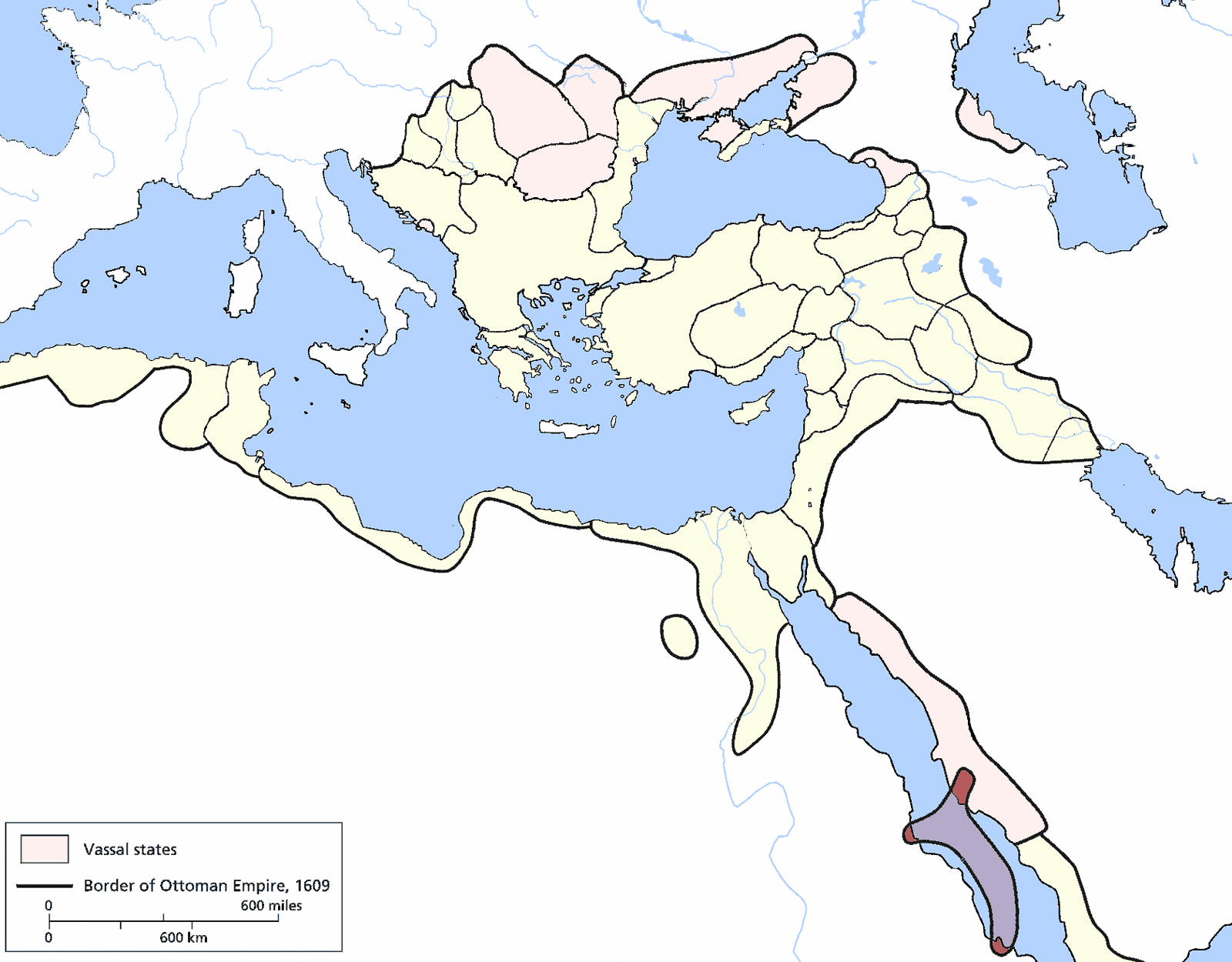
1609年时哈贝什省在奥斯曼帝国的位置
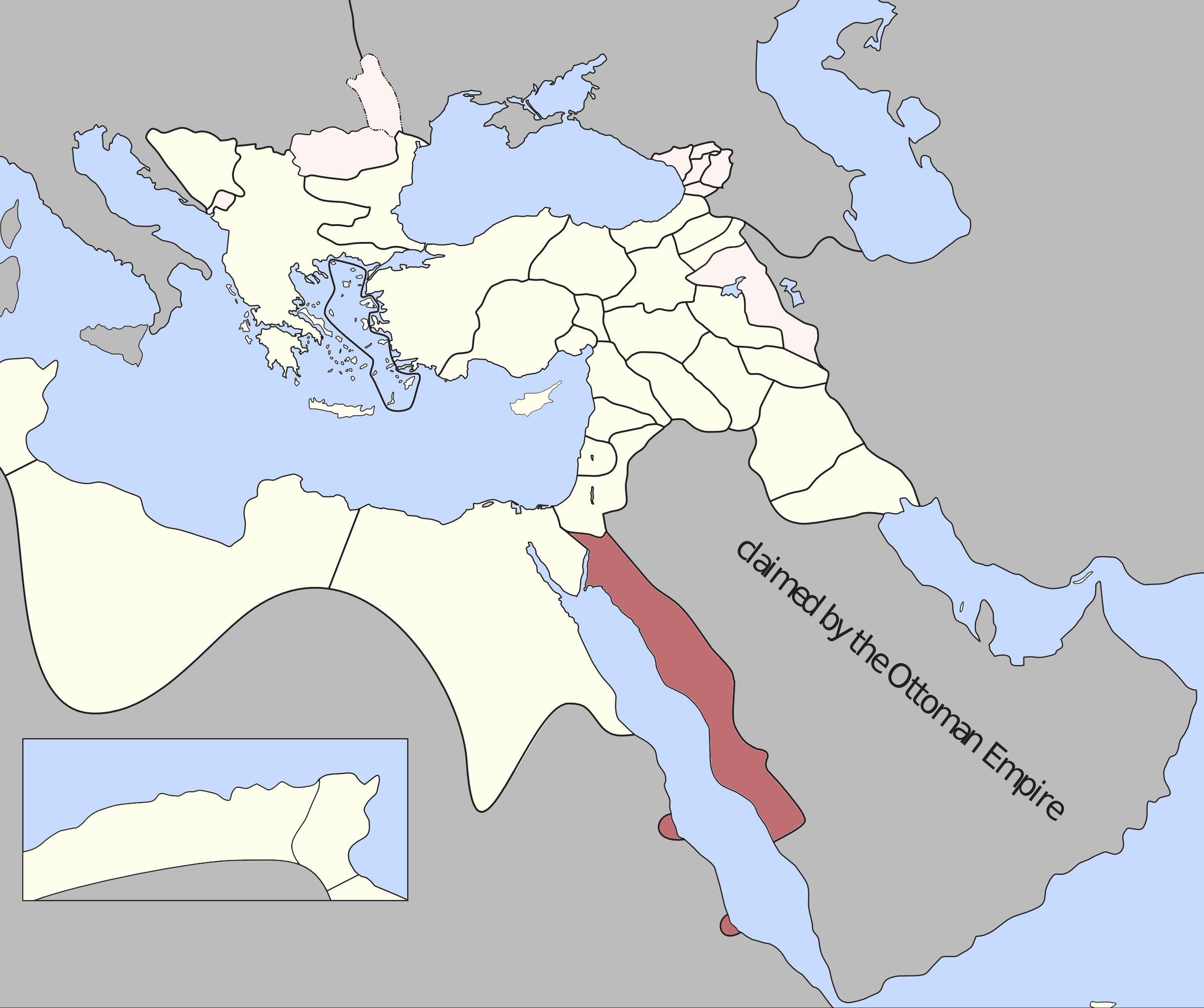
1795年时哈贝什省在奥斯曼帝国的位置

## 文献
- Özbaran, Salih, , Isis Press, 1994
- Numan, Nurtaç, , The Institute for Graduate Studies in Social Sciences, November 2005  [2022-05-05], （原始内容存档于2019-12-14）